# Susanne Rosenqvist
Susanne Rosenqvist, née le 26 novembre 1967 à Landskrona, est une kayakiste suédoise pratiquant la course en ligne.

## Palmarès

### Jeux olympiques de canoë-kayak course en ligne
- 1992 à Barcelone,  Espagne
  -  Médaille de bronze en K-4 500m
- 1996 à Atlanta,  États-Unis
  -  Médaille de bronze en K-4 500m [1]